# The Adventurer
 The Adventurer és una pel·lícula estatunidenca dirigida per Charlie Chaplin el 1917.

## Argument
Un grup de policíes busca infructuosament un fugitiu per la platja. El més gras d'ells es posa a descansar, i al costat d'ell, emergeix de la terra Chaplin, amb vestit de presidiari. En veure als policies escapa, puja el turó, el baixa, s'amaga darrere de les pedres i li dona puntades de peu als seus perseguidors quan pot. Escapa finalment nedant en el mar, mentre els guàrdies li disparen i el persegueixen en un bot. Al port, troba Edna, amb el seu pretendent, el gegant de grans barbes i celles (Eric Campbell). Sobtadament apareix la mare d'Edna ofegant-se, i el gegant en comptes d'ajudar-la es posa a demanar auxili. Chaplin apareix llavors, salvant-los a tots, fins i tot al gegant que acabava de caure per accident, però aquest el traeix i el fa caure a l'aigua, havent de ser rescatat a la vora de l'aigua pel xofer de les dames.
El porten a casa seva, quan desperta es troba en un vestit a ratlles, toca al seu voltant i troba barres de ferro, creu estar de nou a la presó, però apareix el majordom que li serveix l'esmorzar, i ara veu que està en bones mans. Es vesteix per baixar i es troba en un sopar de l'alta societat, on tracta de conquerir a Edna. El seu rival per la seva part, gelós, descobreix al diari que és el fugitiu buscat per la justícia. Chaplin, de moment aconsegueix salvar-se dibuixant-li barba a la foto del diari, però el gegant truca de tota manera la policia. S'inicia una persecució per la casa, és un caos total, puja per les escales, baixa saltant del segon pis, s'amaga en el piano, es disfressa de llum, quan finalment es creu sa i estalvi un guàrdia el captura, però Chaplin el convenç que saludi amb la mà a Edna, i aleshores es deixa anar i realitza vertiginós la seva fugida, perseguit sempre per la policia.

## Repartiment
- Charlie Chaplin
- Edna Purviance
- Eric Campbell
- Henry Bergman
- Albert Austin
- Phyllis Allen

## Rebuda
Una reemissió de la pel·lícula va inspirar una ressenya entusiasta el 16 d'agost de 1920 al New York Times. Destacar que va ser escrit durant un període en què la producció de pel·lícules de Chaplin era pràcticament inexistent. És el ressorgiment de Chaplin. The Adventurer , entre rialles, aconsegueix que Chaplin arribi a ser el millor comediant de la pantalla. Hi ha un humor tosc a The Adventurer , però també el Chaplin més irresistible i de pantomima.